# Svenska basketligan 2010/2011
Svenska basketligan 2010/2011 omfattade 36 omgångar i grundserien. Sundsvall Dragons vann grundserien, och kunde efter segern i slutspelet även titulera sig svenska mästare.

## Grundserien
| Plats | Lag                       | Spelade | Vinster | Förluster | +/-       | Poäng |
| ----- | ------------------------- | ------- | ------- | --------- | --------- | ----- |
| 1     | Sundsvall Dragons         | 36      | 29      | 7         | 3284-2896 | 58    |
| 2     | LF Basket                 | 36      | 26      | 10        | 3192-2857 | 52    |
| 3     | Norrköping Dolphins       | 36      | 25      | 11        | 3223-3009 | 50    |
| 4     | Södertälje Kings          | 36      | 20      | 16        | 2813-2851 | 40    |
| 5     | Uppsala Basket            | 36      | 19      | 17        | 2966-2910 | 38    |
| 6     | Solna Vikings             | 36      | 18      | 18        | 2863-2915 | 36    |
| 7     | Borås Basket              | 36      | 14      | 22        | 2988-3011 | 28    |
| 8     | Jämtland Basket           | 36      | 14      | 22        | 2856-2982 | 28    |
| 9     | 08 Stockholm Human Rights | 36      | 8       | 28        | 2675-3079 | 16    |
| 10    | ecoÖrebro                 | 36      | 7       | 29        | 2818-3168 | 14    |

## SM-slutspel
Lag 1-8 i grundserien gick till SM-slutspel, som spelades 24 mars - 5 maj 2011. 

### Kvartsfinaler
| Datum                                       | Match                | Resultat  |
| ------------------------------------------- | -------------------- | --------- |
| Sundsvall Dragons - Jämtland Basket (3 - 2) |                      |           |
| 21 mars 2011                                | Sundsvall - Jämtland | 74 - 62   |
| 25 mars 2011                                | Jämtland - Sundsvall | 86 - 75   |
| 29 mars 2011                                | Sundsvall - Jämtland | 91 - 75   |
| 1 april 2011                                | Jämtland - Sundsvall | 78 - 75   |
| 4 april 2011                                | Sundsvall - Jämtland | 83 - 67   |
| LF Basket - Borås Basket (3 - 1)            |                      |           |
| 22 mars 2011                                | LF - Borås           | 93 - 85   |
| 25 mars 2011                                | Borås - LF           | 103 - 101 |
| 29 mars 2011                                | LF - Borås           | 92 - 86   |
| 1 april 2011                                | Borås - LF           | 87 - 91   |
| Norrköping Dolphins - Solna Vikings (3 - 1) |                      |           |
| 22 mars 2011                                | Norrköping - Solna   | 91 - 86   |
| 25 mars 2011                                | Solna - Norrköping   | 81 - 80   |
| 28 mars 2011                                | Norrköping - Solna   | 82 - 70   |
| 30 mars 2011                                | Solna - Norrköping   | 88 - 90   |
| Södertälje Kings - Uppsala Basket (3 - 2)   |                      |           |
| 24 mars 2011                                | Södertälje - Uppsala | 59 - 61   |
| 29 mars 2011                                | Uppsala - Södertälje | 79 - 97   |
| 1 april 2011                                | Södertälje - Uppsala | 76 - 56   |
| 3 april 2011                                | Uppsala - Södertälje | 79 - 60   |
| 5 april 2011                                | Södertälje - Uppsala | 91 - 69   |

### Semifinaler
| Datum                                        | Match                  | Resultat |
| -------------------------------------------- | ---------------------- | -------- |
| LF Basket - Norrköping Dolphins (2 - 3)      |                        |          |
| 6 april 2011                                 | LF - Norrköping        | 86 - 76  |
| 11 april 2011                                | Norrköping - LF        | 98 - 92  |
| 15 april 2011                                | LF - Norrköping        | 85 - 89  |
| 18 april 2011                                | Norrköping - LF        | 66 - 73  |
| 20 april 2011                                | LF - Norrköping        | 82 - 93  |
| Sundsvall Dragons - Södertälje Kings (3 - 0) |                        |          |
| 8 april 2011                                 | Sundsvall - Södertälje | 78 - 62  |
| 12 april 2011                                | Södertälje - Sundsvall | 76 - 81  |
| 14 april 2011                                | Sundsvall - Södertälje | 104 - 79 |

### Finaler
| Datum                                           | Match                  | Resultat       |
| ----------------------------------------------- | ---------------------- | -------------- |
| Sundsvall Dragons - Norrköping Dolphins (4 - 3) |                        |                |
| 22 april 2011                                   | Sundsvall - Norrköping | 78 - 79        |
| 24 april 2011                                   | Norrköping - Sundsvall | 93 - 94        |
| 26 april 2011                                   | Sundsvall - Norrköping | 80 - 70        |
| 28 april 2011                                   | Norrköping - Sundsvall | 93 - 84        |
| 1 maj 2011                                      | Sundsvall - Norrköping | 75 - 87        |
| 3 maj 2011                                      | Norrköping - Sundsvall | 93 - 94 e. fl. |
| 5 maj 2011                                      | Sundsvall - Norrköping | 102 - 83       |